# Levantamento de peso nos Jogos Pan-Americanos de 2023 - Até 89 kg masculino
A categoria até 89 kg masculino do levantamento de peso nos Jogos Pan-Americanos de 2023 foi disputada em 22 de outubro de 2023 no Ginásio Chimkowe, em Peñalolén. Um total de 14 halterofilistas, cada um representando um Comitê Olímpico Nacional (CON), participaram do evento.

## Calendário
Horário local (UTC−3).
| Data          | Hora  | Fase      |
| ------------- | ----- | --------- |
| 22 de outubro | 15:45 | Arranco   |
| 22 de outubro | 17:00 | Arremesso |

## Medalhistas
| Ouro   | VEN Keydomar Vallenilla |
| Prata  | COL Yeison López        |
| Bronze | CUB Olfides Sáez        |

## Resultados
A competição foi realizada em um único dia até a definição dos medalhistas:
| Pos.              | Halterofilista      | CON                                 | Grupo | Arranque (kg) | Arranque (kg) | Arranque (kg) | Arranque (kg) | Arremesso (kg) | Arremesso (kg) | Arremesso (kg) | Arremesso (kg) | Total |
| Pos.              | Halterofilista      | CON                                 | Grupo | 1             | 2             | 3             | Result.       | 1              | 2              | 3              | Result.        | Total |
| ----------------- | ------------------- | ----------------------------------- | ----- | ------------- | ------------- | ------------- | ------------- | -------------- | -------------- | -------------- | -------------- | ----- |
| Medalha de ouro   | Keydomar Vallenilla | VEN Venezuela                       | A     | 168           | 172           | 177           | 172           | 208            | 211            | –              | 211            | 383   |
| Medalha de prata  | Yeison López        | COL Colômbia                        | A     | 168           | 172           | 177           | 177           | 201            | 205            | 209            | 205            | 382   |
| Medalha de bronze | Olfides Sáez        | CUB Cuba                            | A     | 156           | 161           | 161           | 156           | 195            | 201            | 205            | 201            | 357   |
| 4                 | Alex Bellemarre     | CAN Canadá                          | A     | 155           | 160           | 165           | 165           | 185            | 185            | 191            | 191            | 356   |
| 5                 | Arley Méndez        | CHI Chile                           | A     | 160           | 160           | 165           | 160           | 185            | 196            | 201            | 196            | 356   |
| 6                 | Iván Escudero       | ECU Equador                         | A     | 150           | 155           | 158           | 158           | 183            | 184            | 186            | 184            | 342   |
| 7                 | Brandon Victorian   | USA Estados Unidos                  | A     | 150           | 155           | 156           | 150           | 185            | 191            | 191            | 185            | 335   |
| 8                 | Axe Pavón           | HON Honduras                        | A     | 140           | 145           | 145           | 140           | 180            | 180            | 180            | 180            | 320   |
| 9                 | Dante Pizzuti       | ARG Argentina                       | A     | 139           | 143           | 143           | 143           | 171            | 175            | 175            | 175            | 318   |
| 10                | Ray Reyes           | DOM República Dominicana            | A     | 135           | 141           | 141           | 135           | 160            | 170            | 180            | 170            | 305   |
| 11                | Jaime León          | EAI Equipe de Atletas Independentes | A     | 120           | 127           | 130           | 130           | 153            | 157            | 161            | 161            | 291   |
| 12                | Daniel Griffith     | BAR Barbados                        | A     | 112           | 118           | 123           | 123           | 152            | 158            | 158            | 158            | 281   |
| 13                | Omarie Mears        | JAM Jamaica                         | A     | 118           | 118           | 123           | 118           | 140            | 145            | 149            | 149            | 267   |
| 14                | Shammah Noel        | GUY Guiana                          | A     | 95            | 100           | 103           | 100           | 135            | 140            | 145            | 145            | 245   |